# 徳川家霊廟

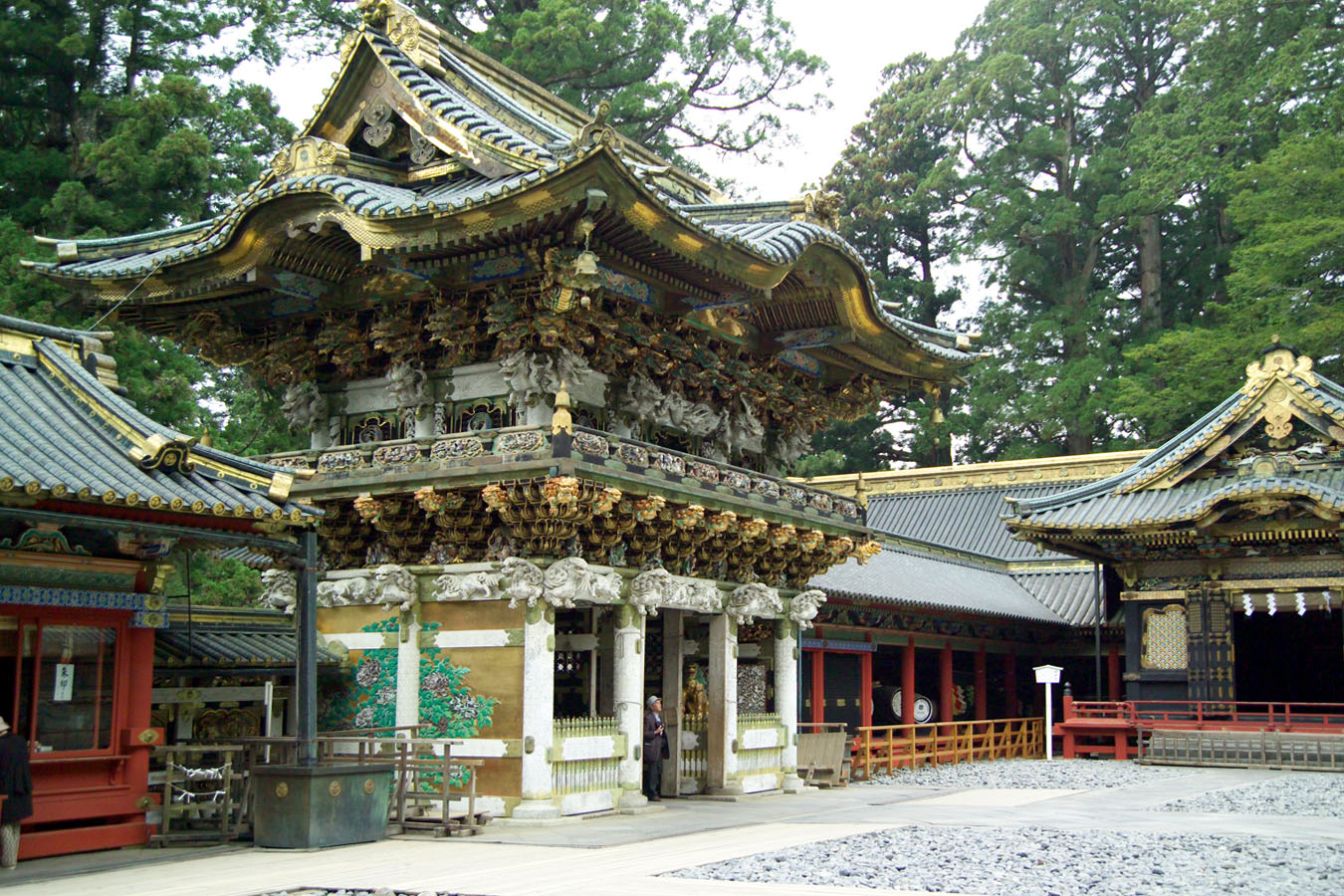
日光東照宮（陽明門）

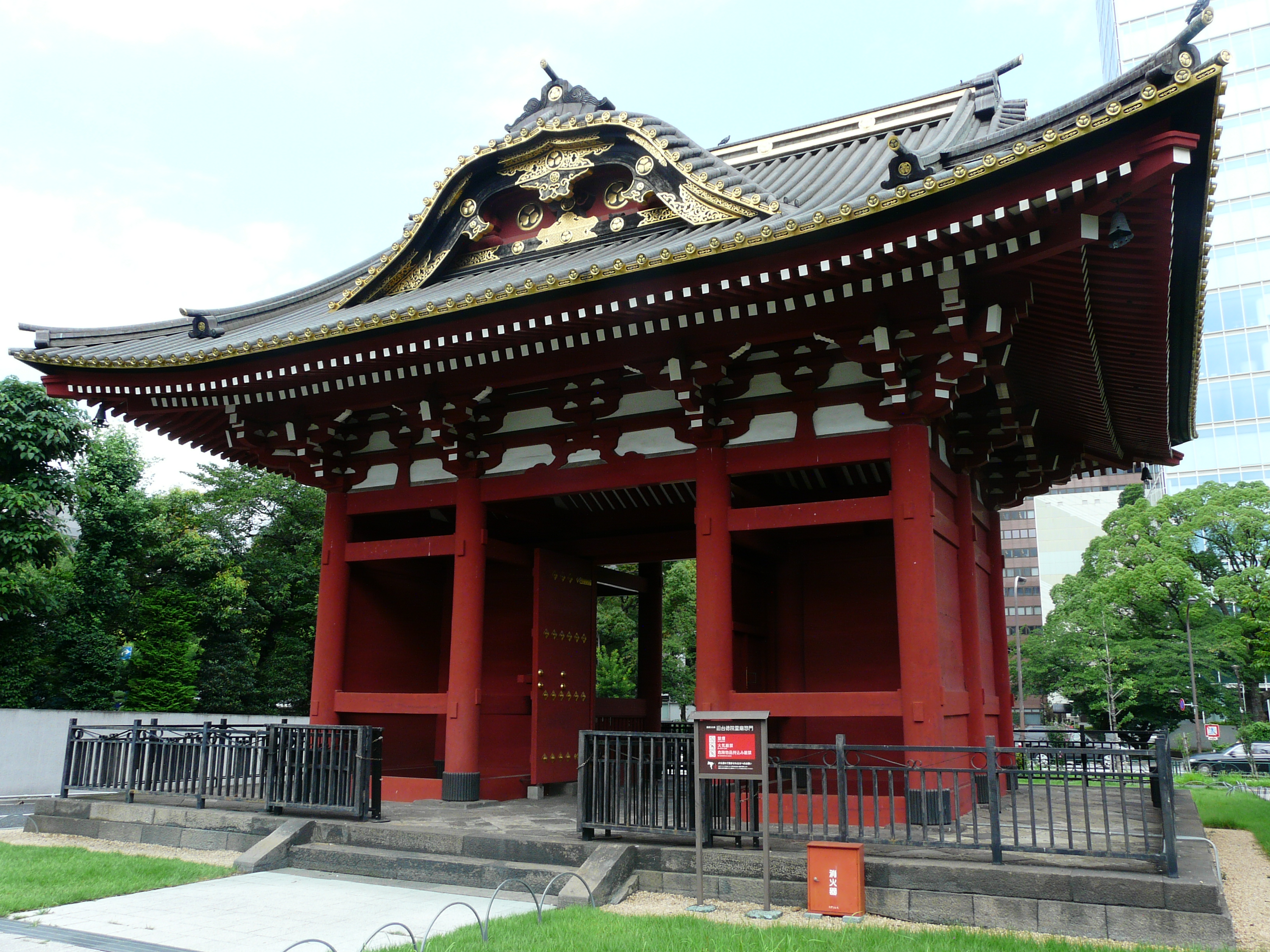
増上寺台徳院霊廟惣門

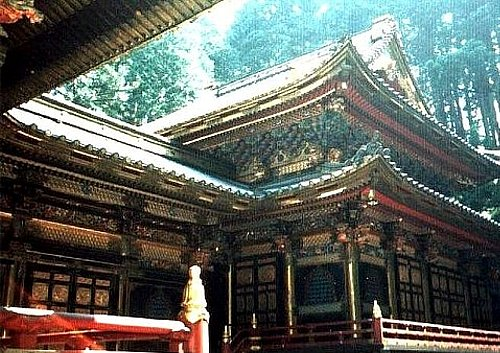
輪王寺大猷院霊廟

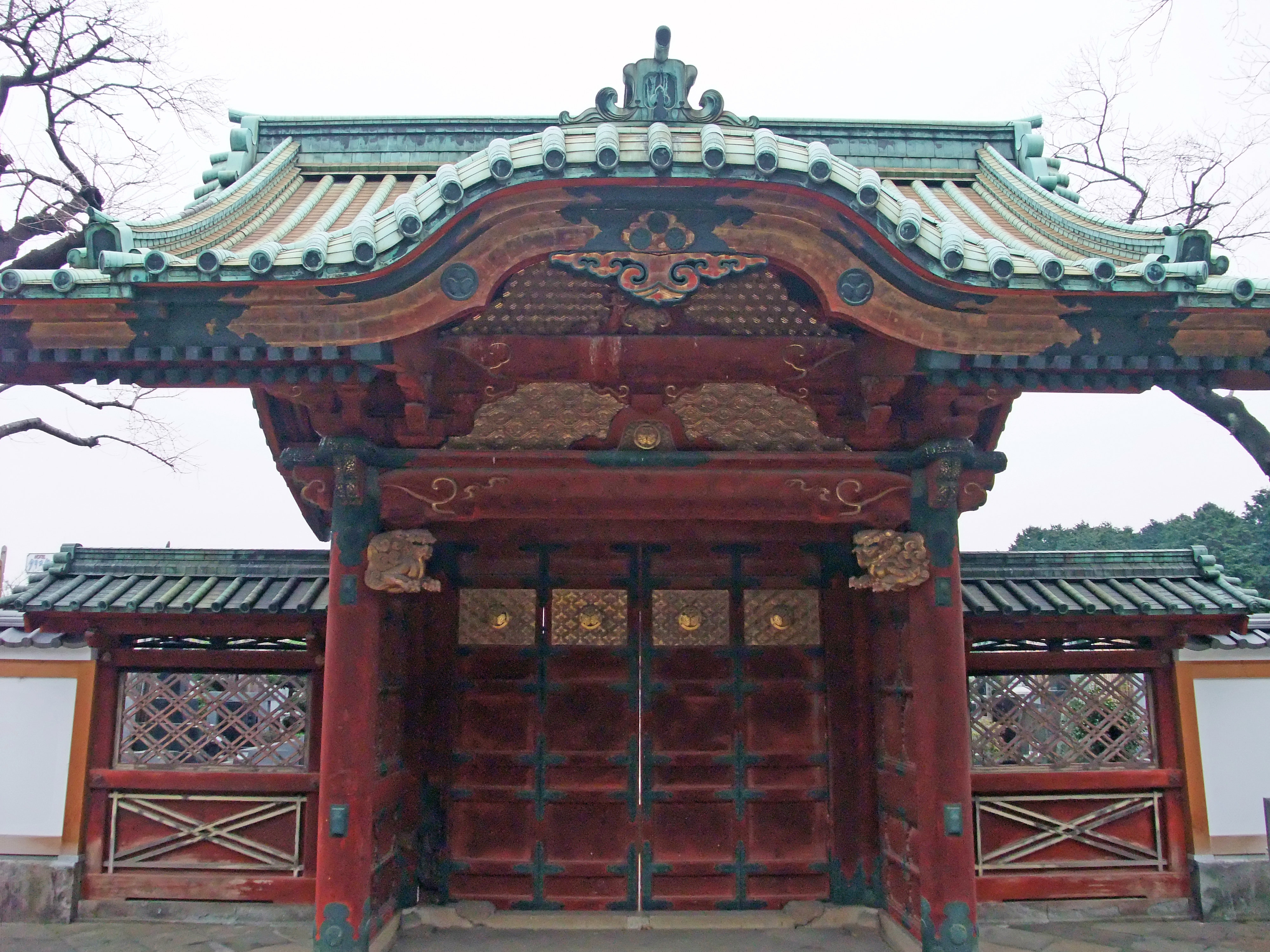
寛永寺厳有院霊廟勅額門

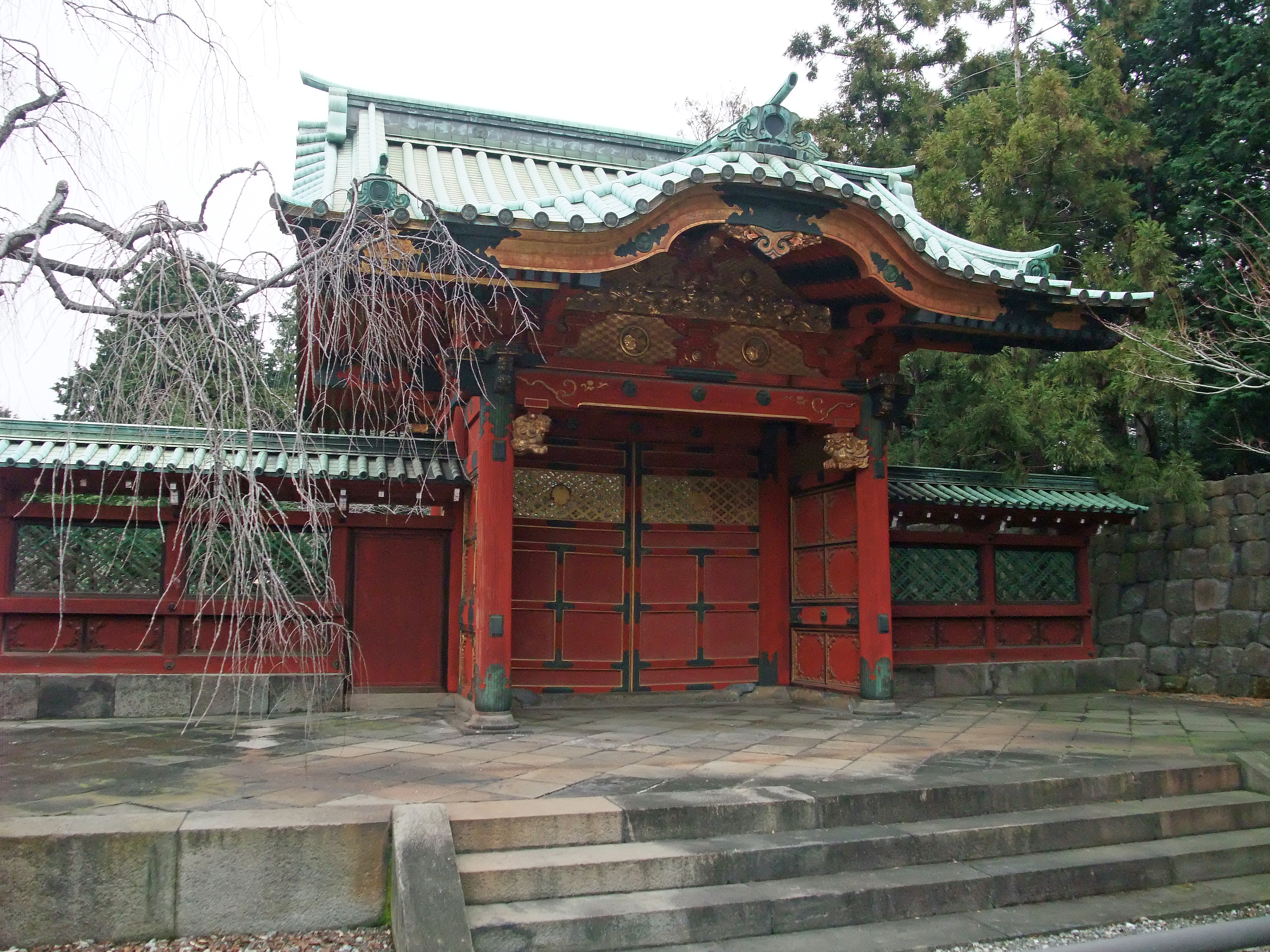
寛永寺常憲院霊廟勅額門

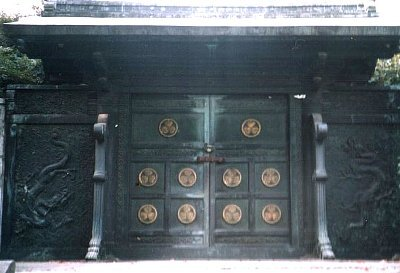
増上寺旧文昭院霊廟奥院中門（現在は増上寺徳川家墓所の入口）

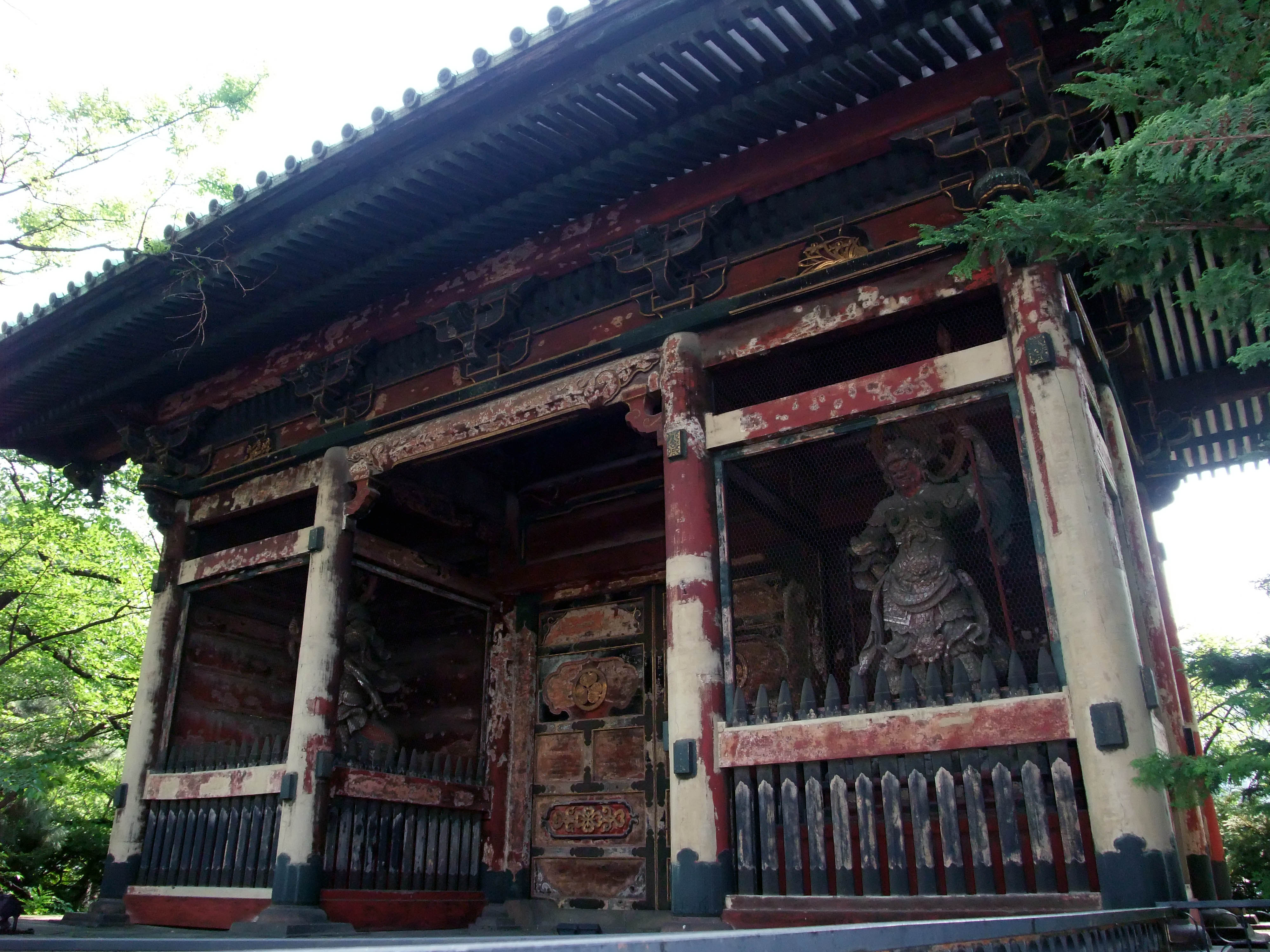
増上寺有章院霊廟二天門

徳川家霊廟（とくがわけれいびょう）は、江戸幕府の将軍職を務めた徳川将軍家歴代の墓所のことで、江戸（現・東京）の寛永寺と増上寺、及び栃木県日光の輪王寺にある。江戸時代の華麗な建築技術・意匠の粋を集めた建築群として日光東照宮と並び称されるが、このうち寛永寺と増上寺の霊廟は、大部分の建物が1945年（昭和20年）の戦災で焼失した。

## 徳川歴代将軍の霊廟所在地
1. 徳川家康（1543年 - 1616年）
久能山東照宮・日光東照宮
2. 徳川秀忠（1579年 - 1632年、家康の三男）
増上寺 台徳院霊廟
  - 崇源院（1573年 - 1626年、秀忠正室で淀殿の妹）

増上寺 崇源院霊牌所
※没後、崇源院霊屋が増上寺に建てられたが、秀忠の没後、崇源院は台徳院霊廟に祀られた。建物（旧崇源院霊屋）は正保4年（1647年）、鎌倉の建長寺に移築され、仏殿となった。
3. 徳川家光（1604年 - 1651年、秀忠の次男）
輪王寺 大猷院霊廟
※法要を寛永寺で行い輪王寺に埋葬された。寛永寺の霊廟は、1720年(享保5年)に焼失し再建されず、霊牌は巌有院廟に合祀された。
4. 徳川家綱（1641年 - 1680年、家光の長男）
寛永寺 厳有院霊廟
5. 徳川綱吉（1646年 - 1709年、家光の四男）
寛永寺 常憲院霊廟
6. 徳川家宣（1662年 - 1712年、家光の三男甲府城主綱重の長男）
増上寺 文昭院霊廟
7. 徳川家継（1709年 - 1716年、家宣の四男）
増上寺 有章院霊廟
8. 徳川吉宗（1684年 - 1751年、御三家で、紀州家2代光貞の四男、家康の曾孫）
墓所：寛永寺、常憲院霊廟に合祀。院号：有徳院
※吉宗は1720年（享保5年）御霊屋建立禁止令を出し、以降大規模な霊廟は建築されず、寛永寺か増上寺のいずれかの霊廟に合祀し、宝塔か霊牌所が建立された。
9. 徳川家重（1711年 - 1761年、吉宗の長男）
墓所：増上寺、有章院霊廟に合祀。院号：惇信院
10. 徳川家治（1737年 - 1786年、家重の長男）
墓所：寛永寺、厳有院霊廟に合祀。院号：浚明院
11. 徳川家斉（1773年 - 1841年、御三卿で、一橋家2代治済の長男、吉宗の曾孫）
墓所：寛永寺、厳有院霊廟に合祀。院号：文恭院
12. 徳川家慶（1793年 - 1853年、家斉の二男）
墓所：増上寺、文昭院霊廟に合祀。院号：慎徳院
13. 徳川家定（1824年 - 1858年、家慶の四男）
墓所：寛永寺、常憲院霊廟に合祀。院号：温恭院
14. 徳川家茂（1846年 - 1866年、家斉の七男で紀州家11代斉順の長男）
墓所：増上寺、文昭院霊廟に合祀。院号：昭徳院
15. 徳川慶喜（1837年 - 1913年、御三家で、水戸家9代斉昭の七男、一橋家9代当主）
墓所：谷中寛永寺墓地（後継将軍がいないため合祀できず、谷中霊園内に神道形式で埋葬した）

## 現存する霊廟建築

### 久能山東照宮

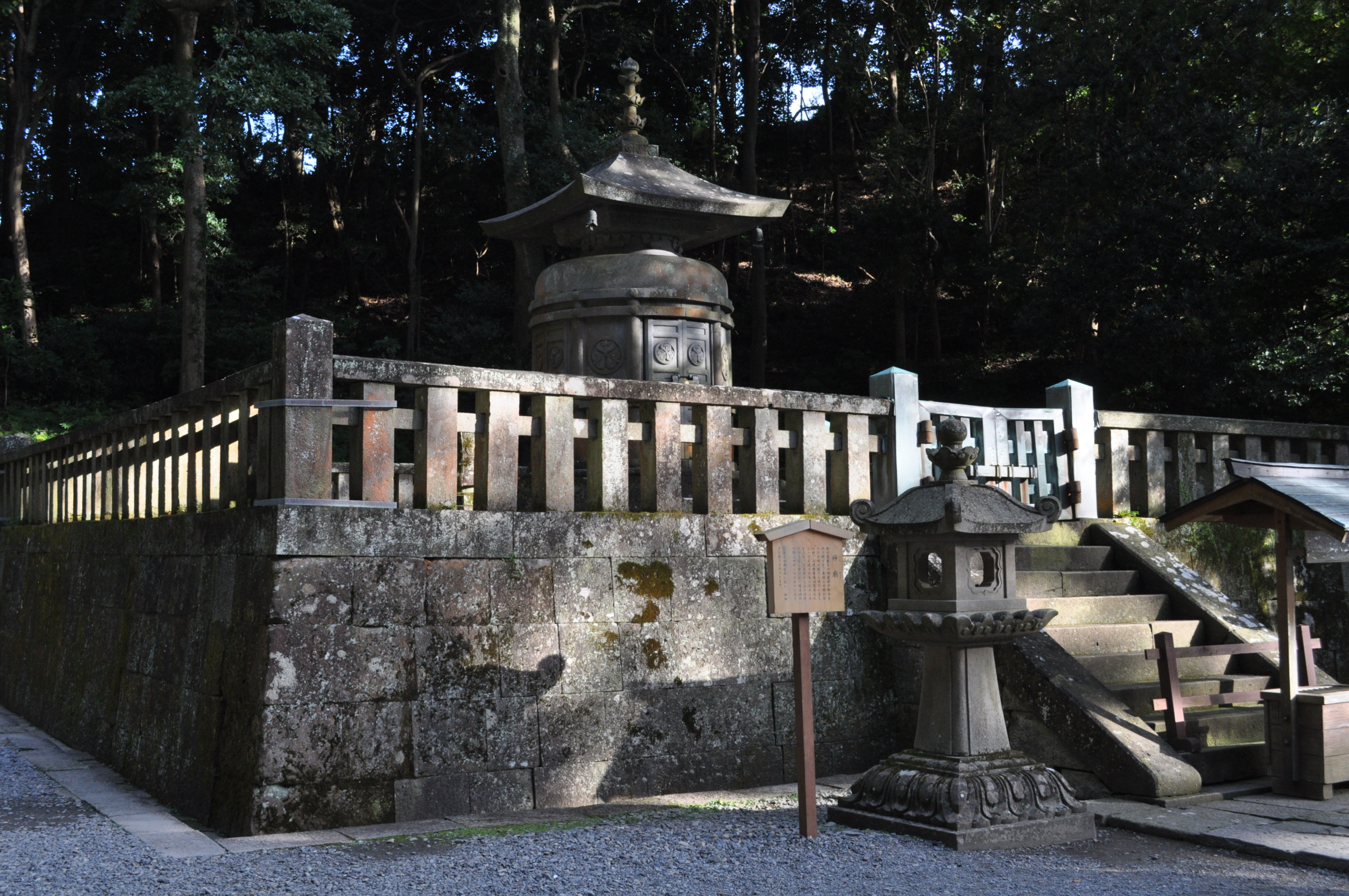
家康が埋葬されている神廟

- 初代家康を祀る社殿（本殿・石の間・拝殿）と、家康が埋葬されている神廟（廟所）がある。

家康の一周忌を前に（1617年3月〜4月）日光へ分祀された。分祀後の1617年12月に社殿が完成し、東照宮の原型となる。社殿は国宝、神廟他は重要文化財に指定されている。

### 日光
- 日光東照宮 - 初代家康を祀る。
- 輪王寺大猷院霊廟 - 3代家光を祀る。

以上の建築群は国宝および重要文化財に指定され、世界遺産にも登録されている。

### 寛永寺
厳有院（4代家綱）と常憲院（5代綱吉）の霊廟があったが、1945年（昭和20年）、大部分が空襲で焼失。焼け残った以下の建築が重要文化財に指定されている。
- 厳有院霊廟 勅額門、水盤舎、奥院唐門、奥院宝塔（附 浚明院（徳川家治）宝塔、文恭院（徳川家斉）宝塔）
- 常憲院霊廟 勅額門、水盤舎、奥院唐門、奥院宝塔（附 有徳院（徳川吉宗）宝塔、孝恭院（徳川家基）宝塔、温恭院（徳川家定）宝塔、天璋院（徳川家定夫人）宝塔）

8代吉宗、13代家定の宝塔は常憲院霊廟、10代家治、11代家斉の宝塔は厳有院の霊廟の敷地内に建っている。 

### 増上寺
台徳院（2代秀忠）、崇源院（秀忠夫人）、文昭院（6代家宣）、有章院（7代家継）の霊廟と、9代家重、12代家慶、14代家茂の宝塔があったが、1945年（昭和20年）、大部分が空襲で焼失。焼け残った以下の建築が重要文化財に指定されている。
- 台徳院霊廟 惣門（芝公園・ザ・プリンス パークタワー東京内）
- 台徳院霊廟 勅額門、丁字門、御成門（以上3棟は埼玉県所沢市に移築）
- 有章院霊廟 二天門（芝公園・東京プリンスホテル内）

秀忠夫人崇源院霊廟の一部は鎌倉建長寺に移築された。霊廟跡地は、東京プリンスホテル（文昭院、有章院等）、ザ・プリンス パークタワー東京（台徳院、崇源院等）となっている。
これらの霊廟に祀られていた遺体は、1958年（昭和33年）に改葬され、墓所は増上寺安国殿裏の徳川家墓所に移転している。同墓所の入口の門は、もと文昭院霊廟の奥院の門だったもの。同墓所には以下の8基の宝塔が移築されている。
- 文昭院（徳川家宣）宝塔（銅造） - 改葬後は天英院（家宣夫人）を合葬する
- 崇源院（徳川秀忠夫人）宝塔（石造） - 改葬後は台徳院（秀忠）を合葬する（台徳院宝塔は木造であったため戦災で焼失）
- 有章院（徳川家継）宝塔（石造）
- 惇信院（徳川家重）宝塔（石造）
- 慎徳院（徳川家慶）宝塔（石造）
- 昭徳院（徳川家茂）宝塔（石造）
- 静寛院宮（徳川家茂夫人）宝塔（銅造）
- 月光院（徳川家継母）宝塔（石造） - 改葬後は将軍の生母・側室等の合祀塔となっている

現存する宝塔の画像

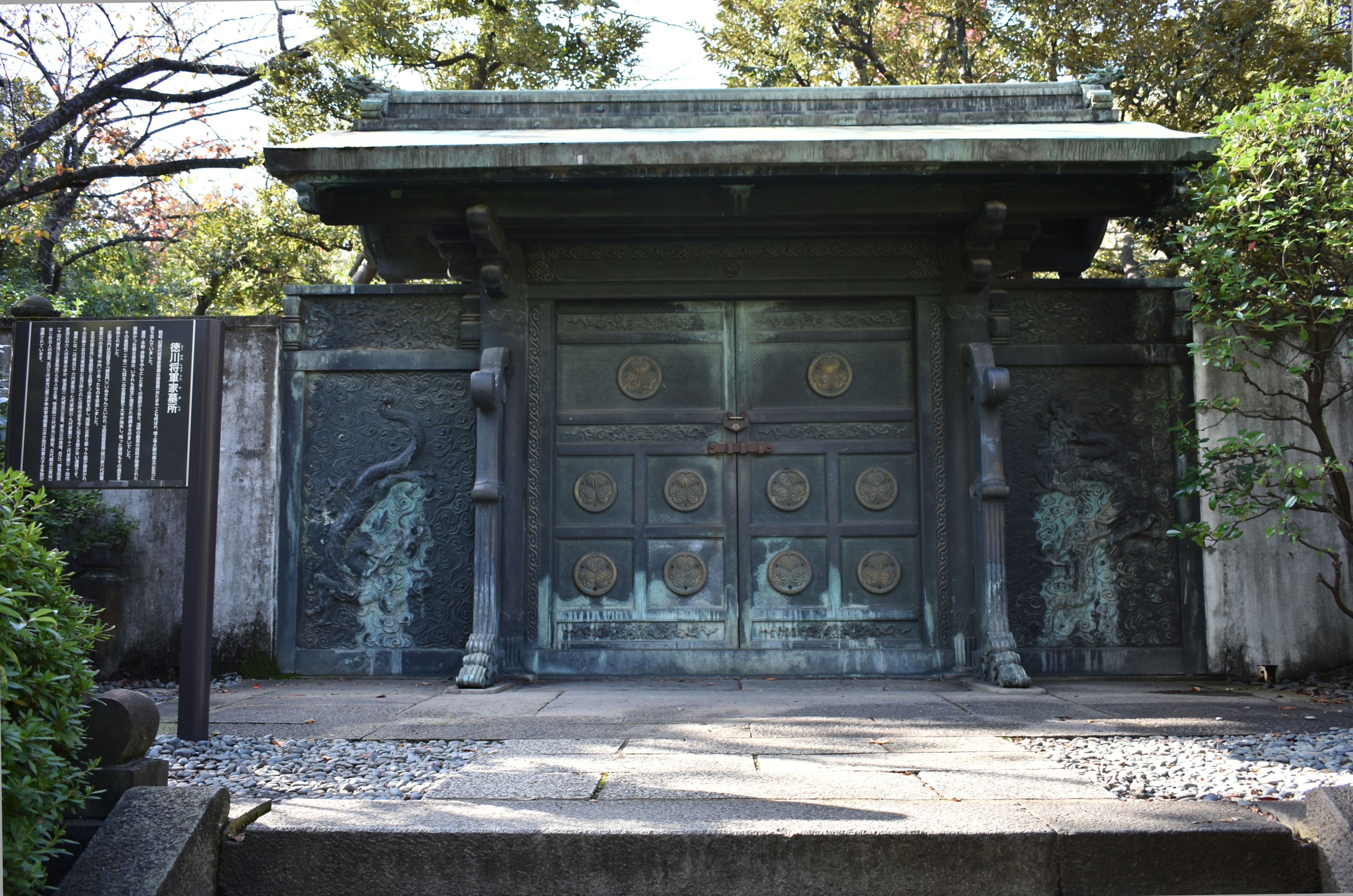
徳川家墓所門（2019年11月4日撮影）
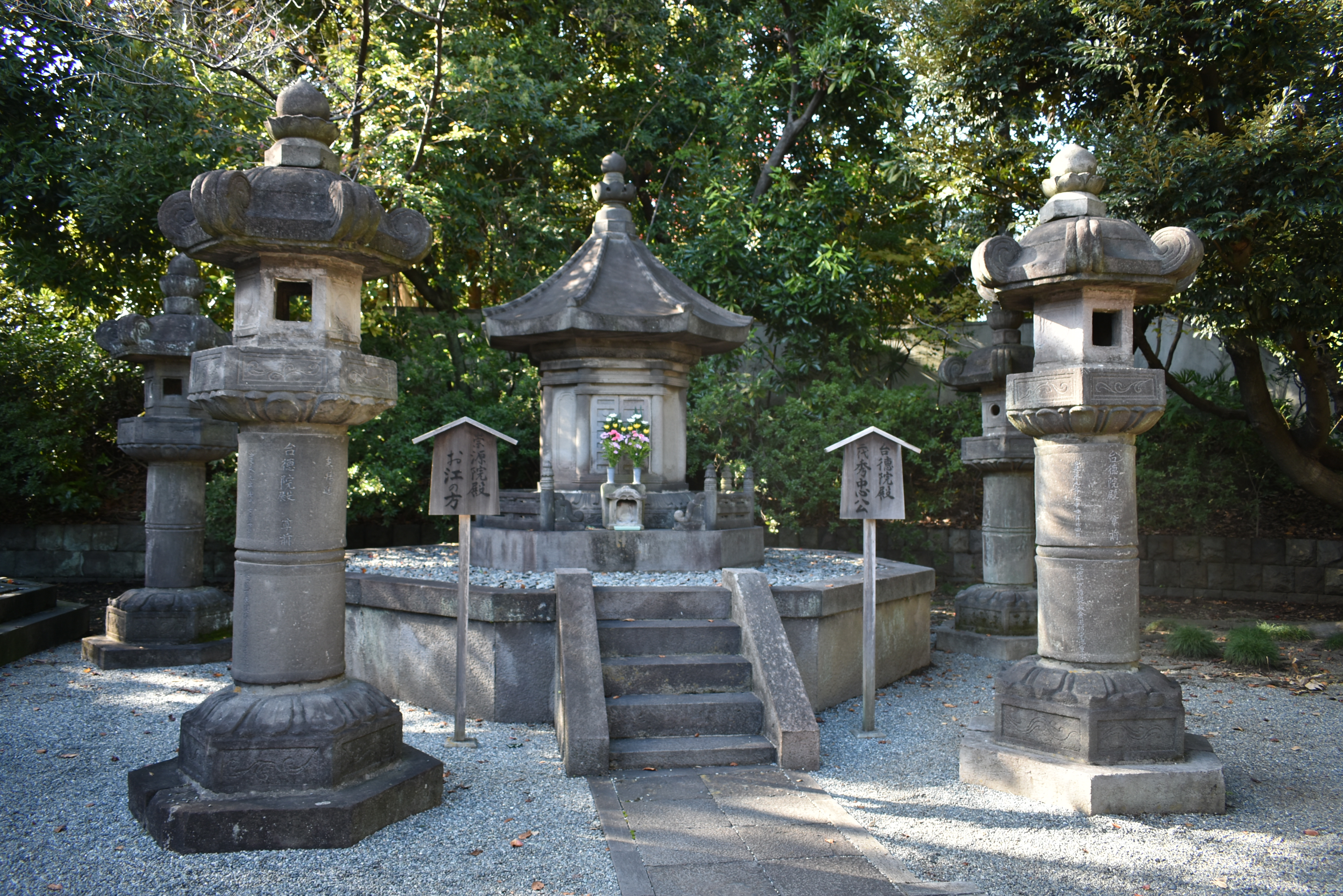
第二代秀忠、同夫人の宝塔（2019年11月4日撮影）
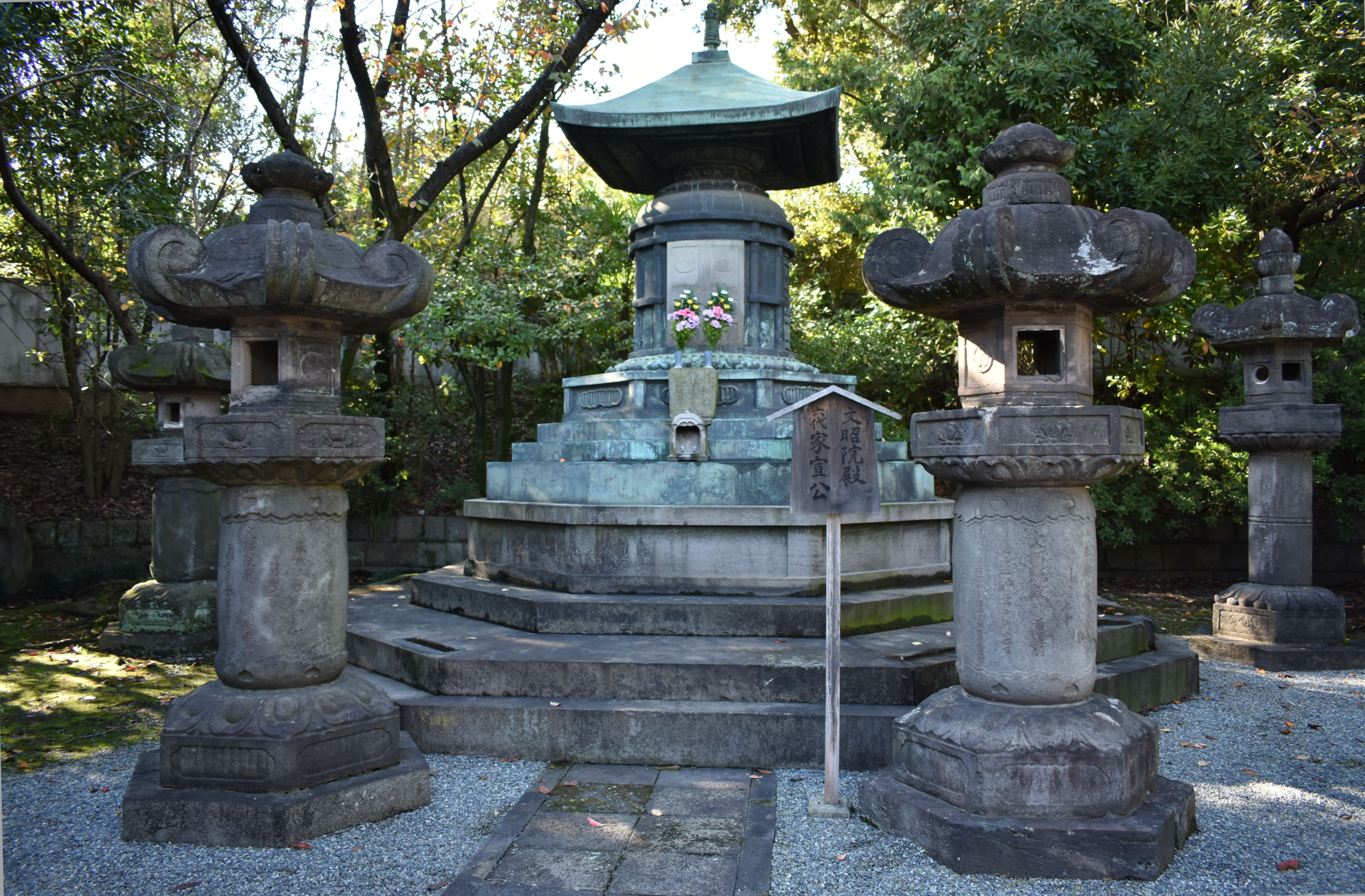
第六代家宣、同夫人の宝塔（2019年11月4日撮影）
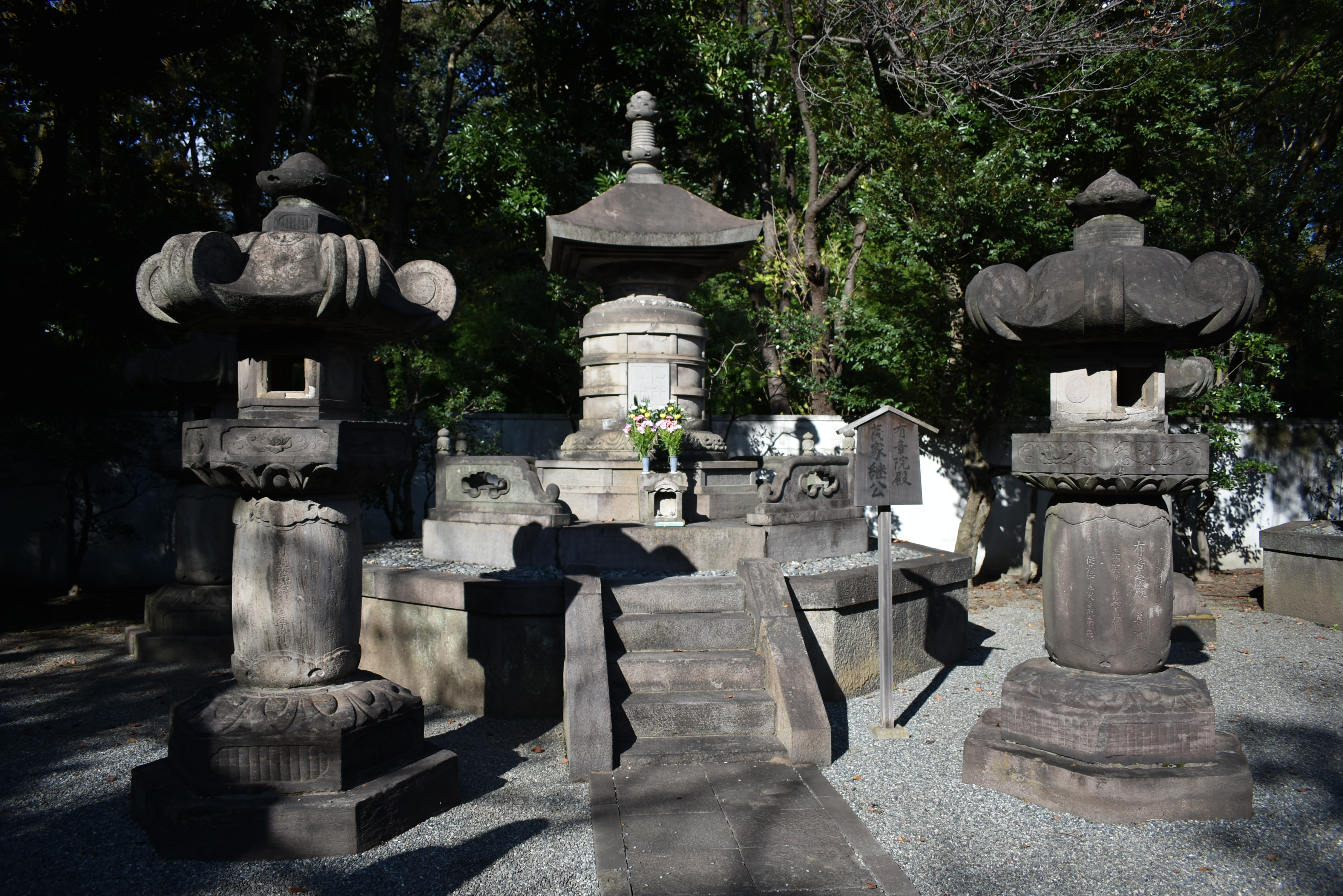
第七代家継の宝塔（2019年11月4日撮影）
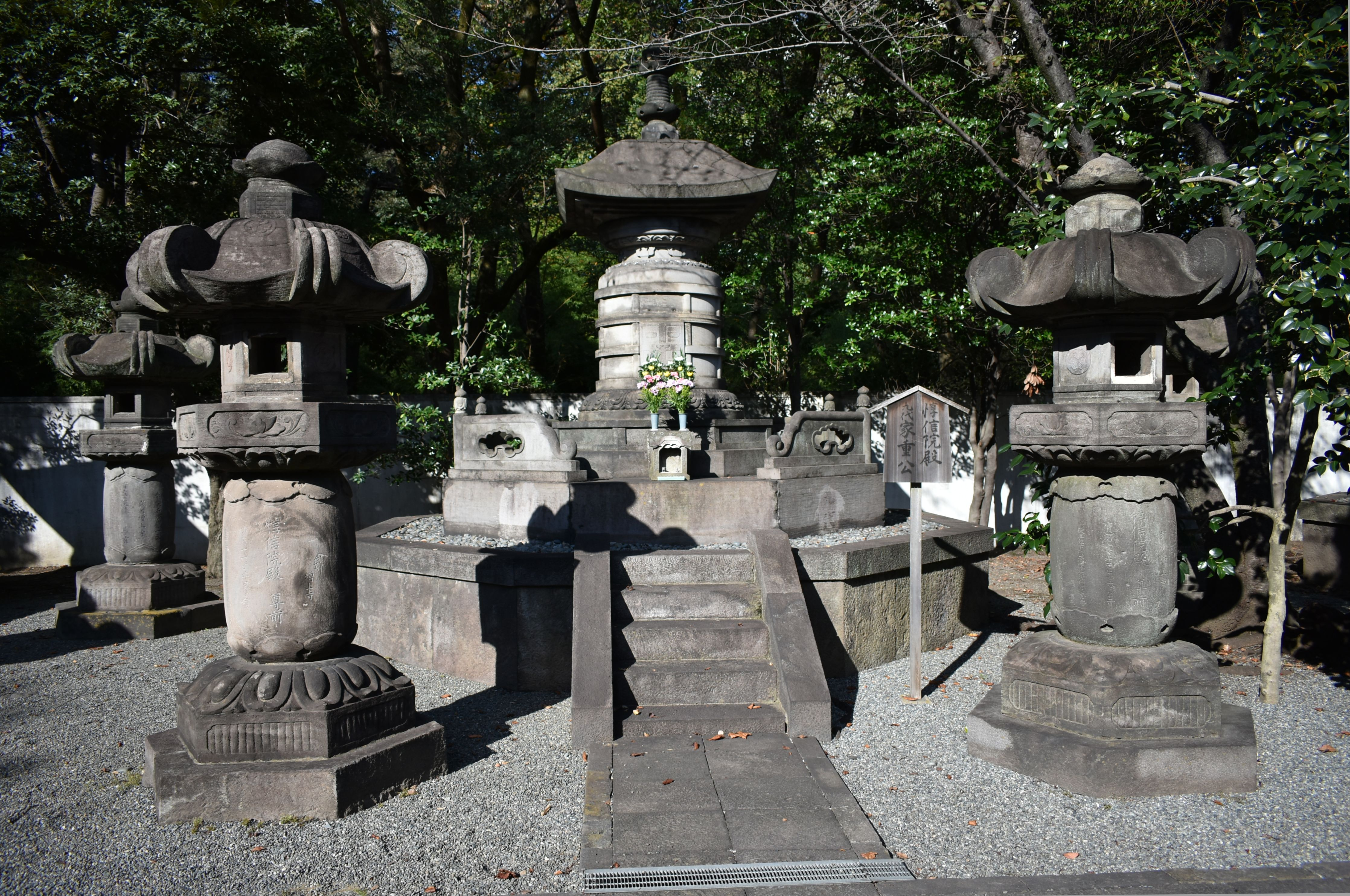
第九代家重の宝塔（2019年11月4日撮影）
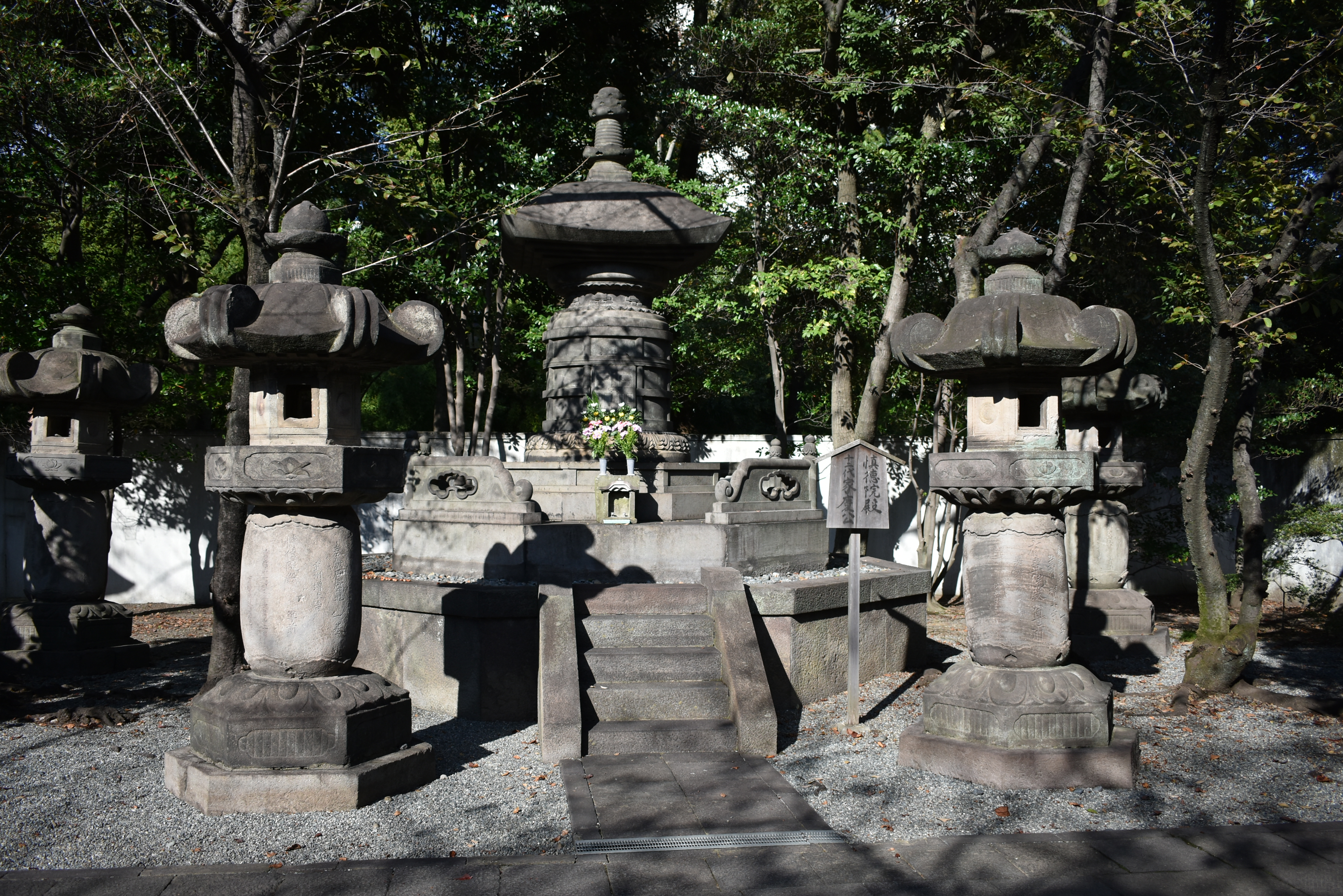
第十二代家慶の宝塔（2019年11月4日撮影）
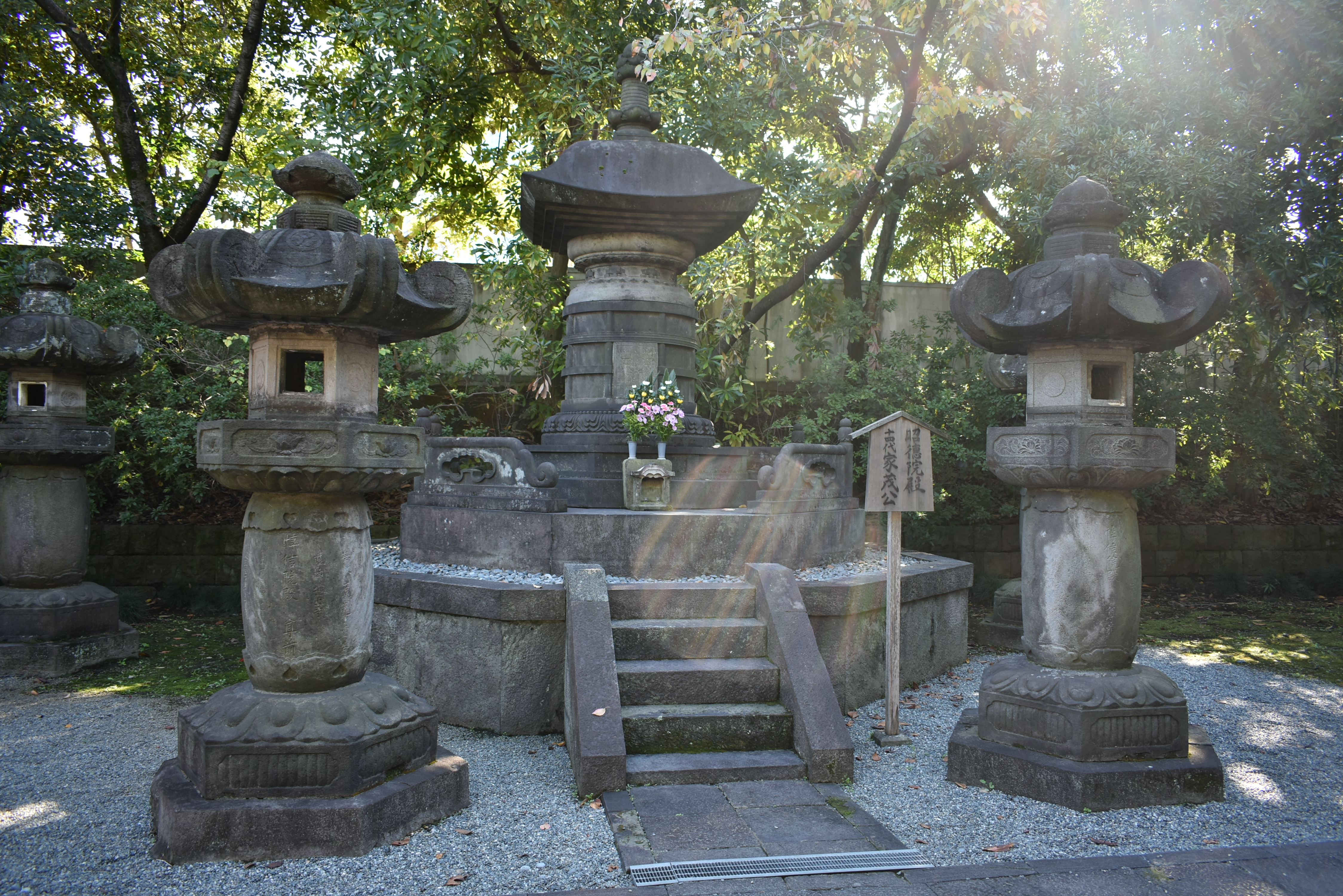
第十四代家茂の宝塔（2019年11月4日撮影）
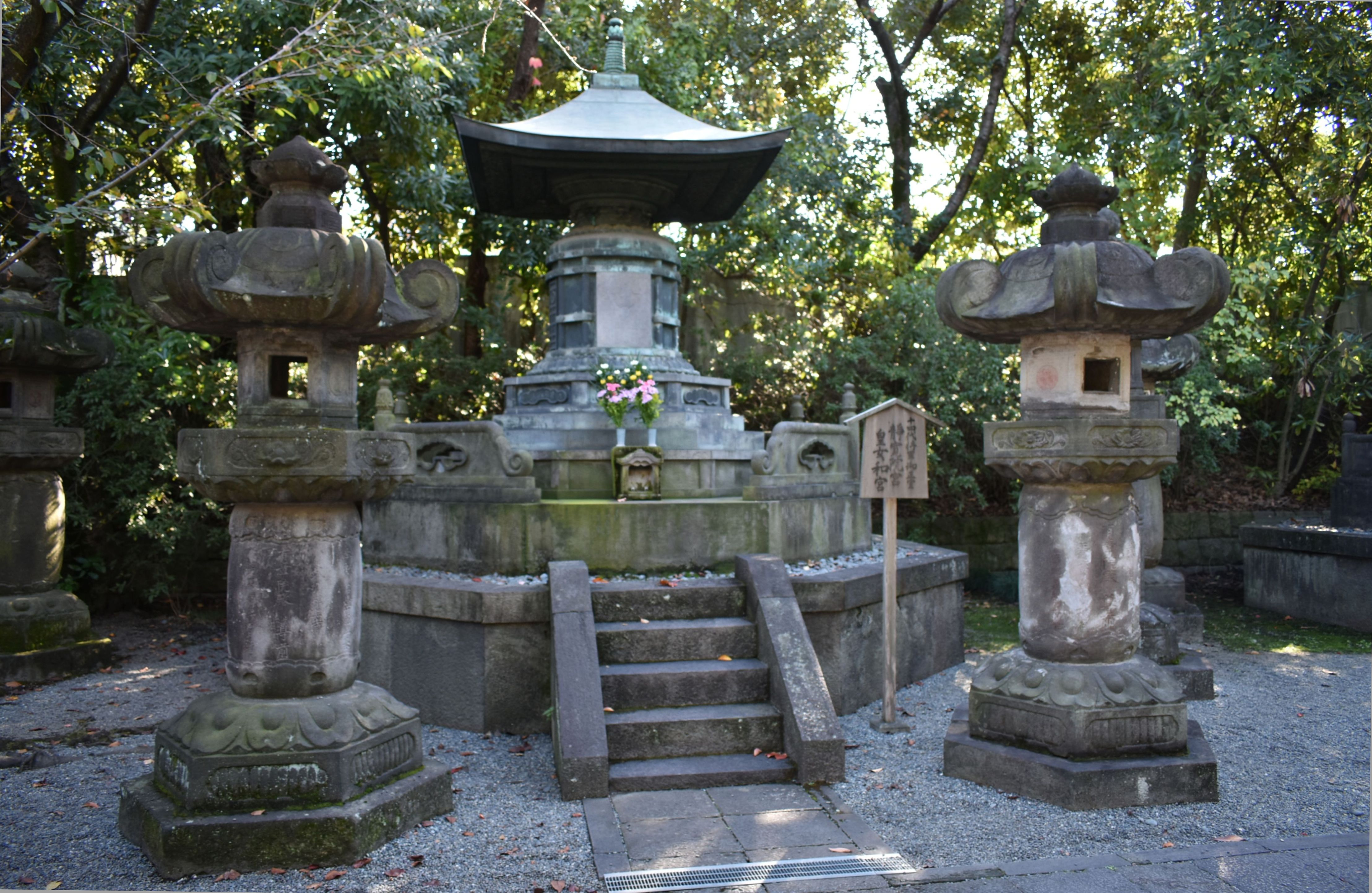
家茂夫人の宝塔（2019年11月4日撮影）
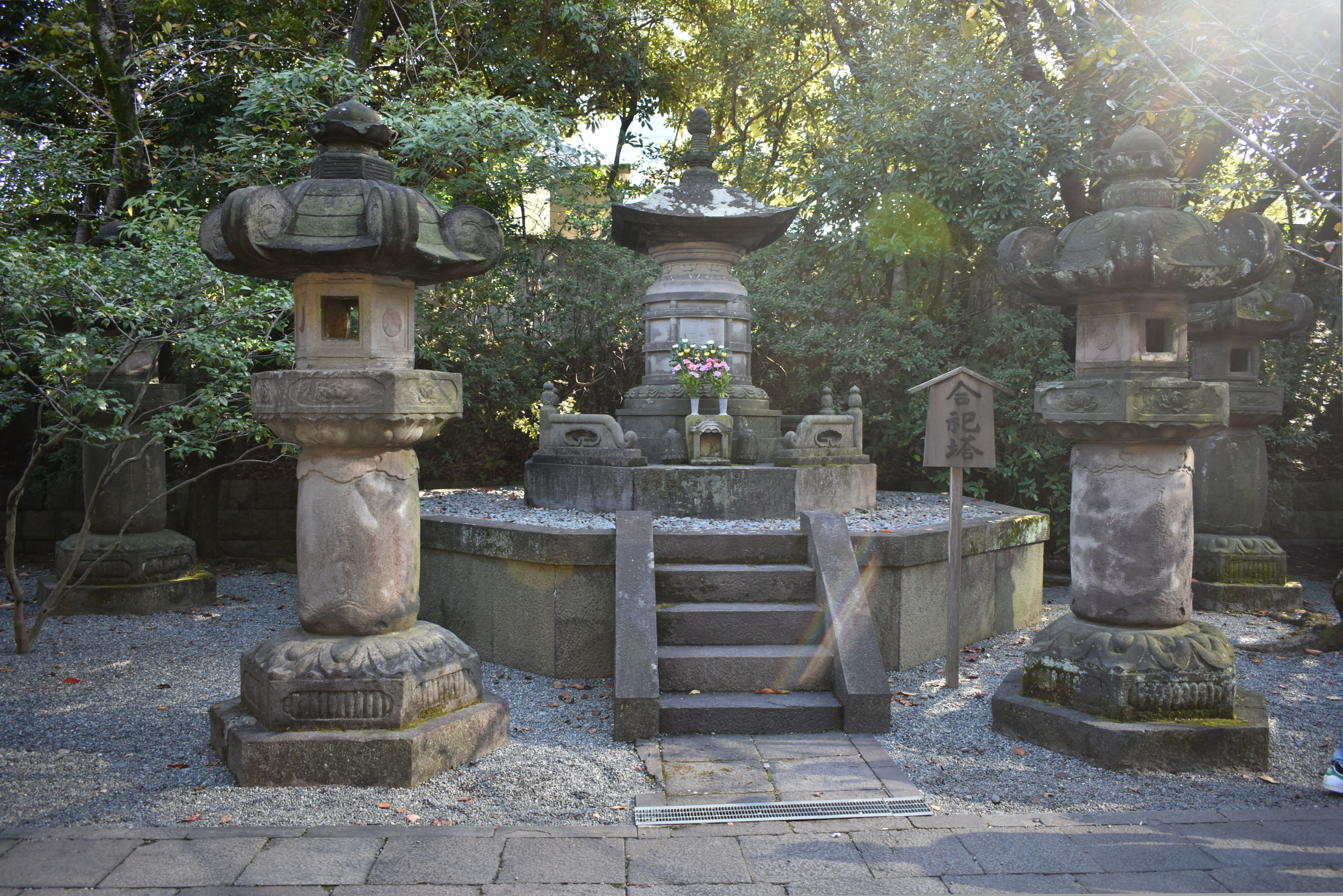
合祀塔（2019年11月4日撮影）

### 高野山

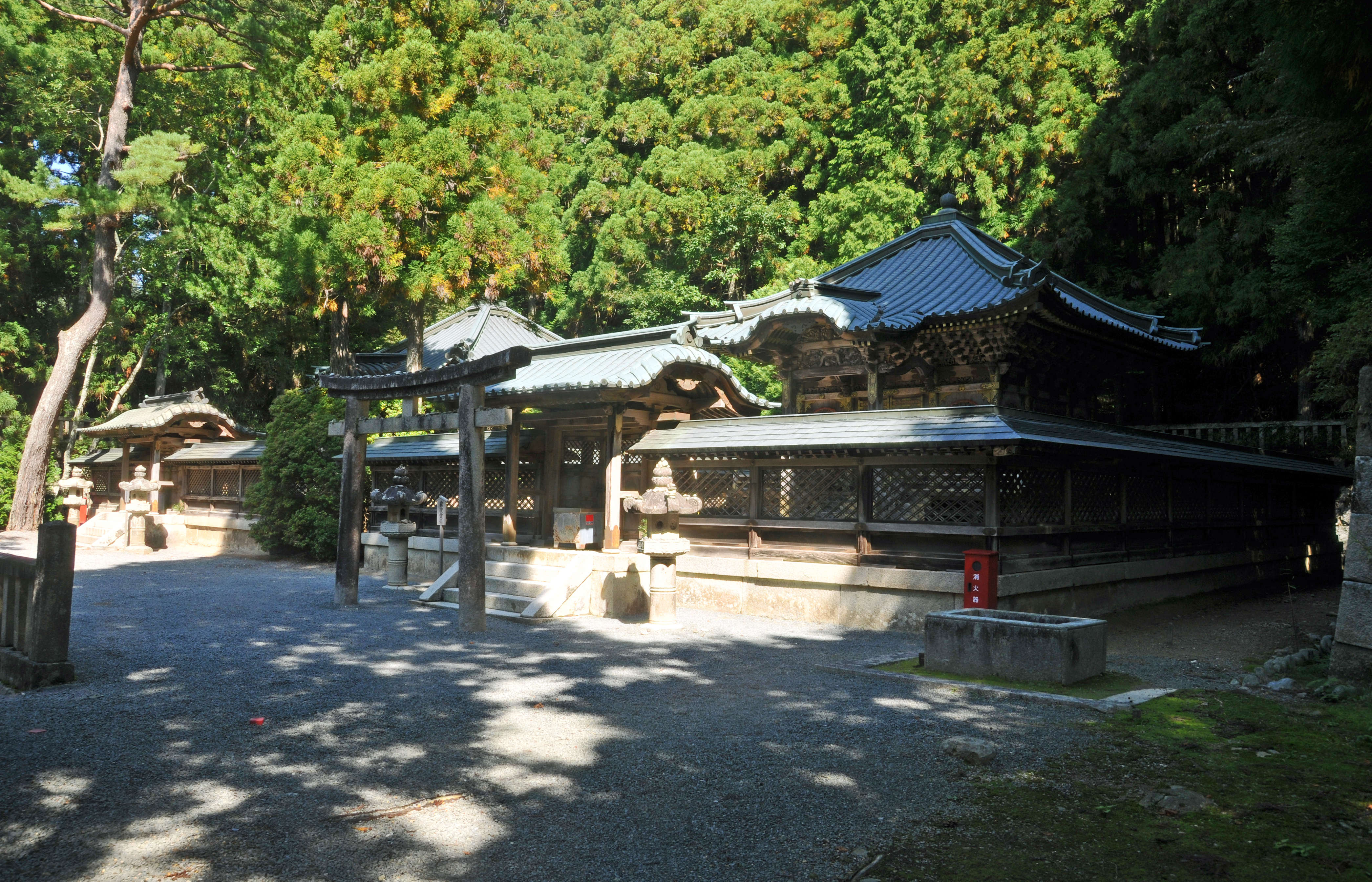
高野山徳川家霊台

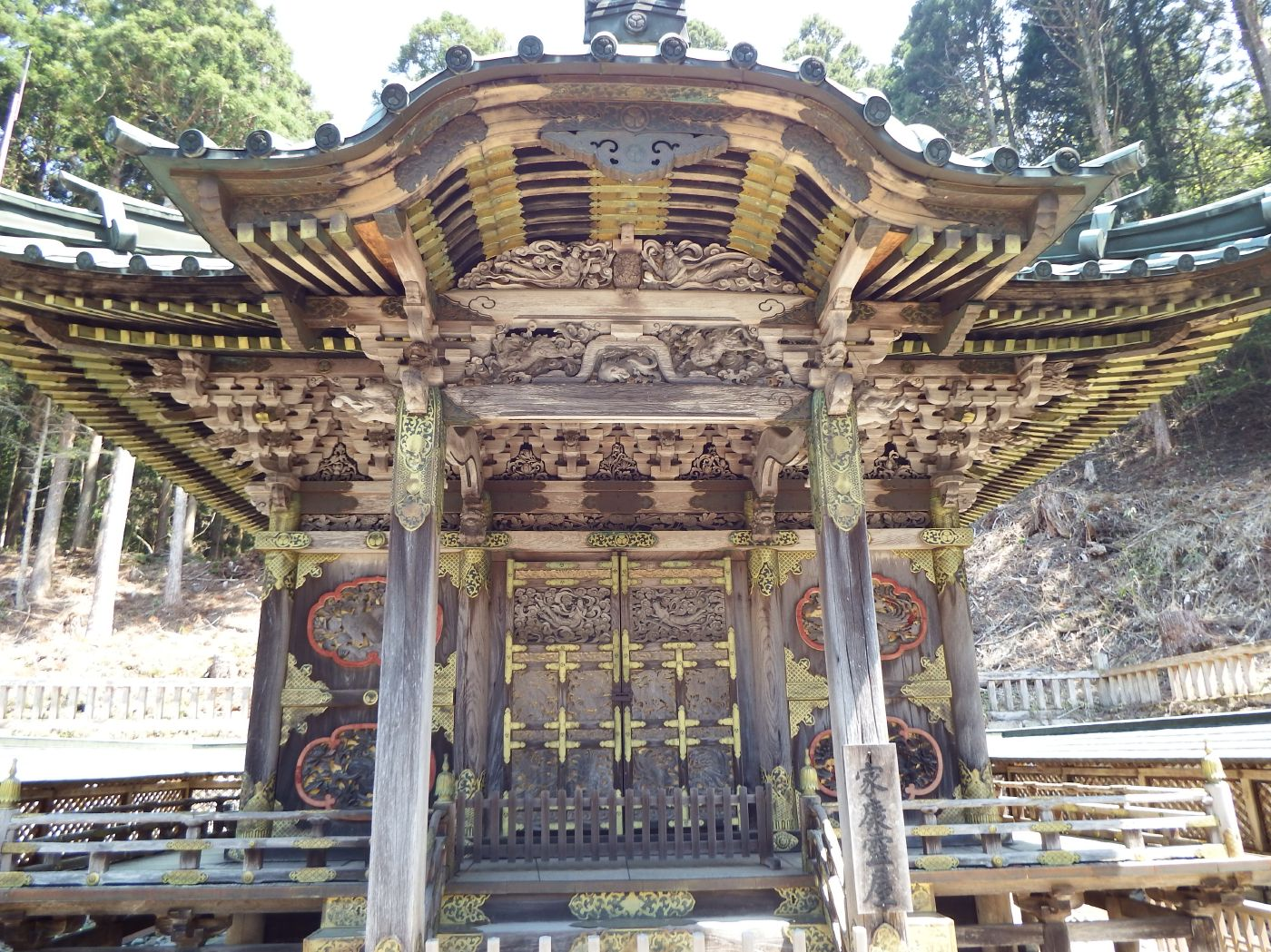
徳川家霊台　家康

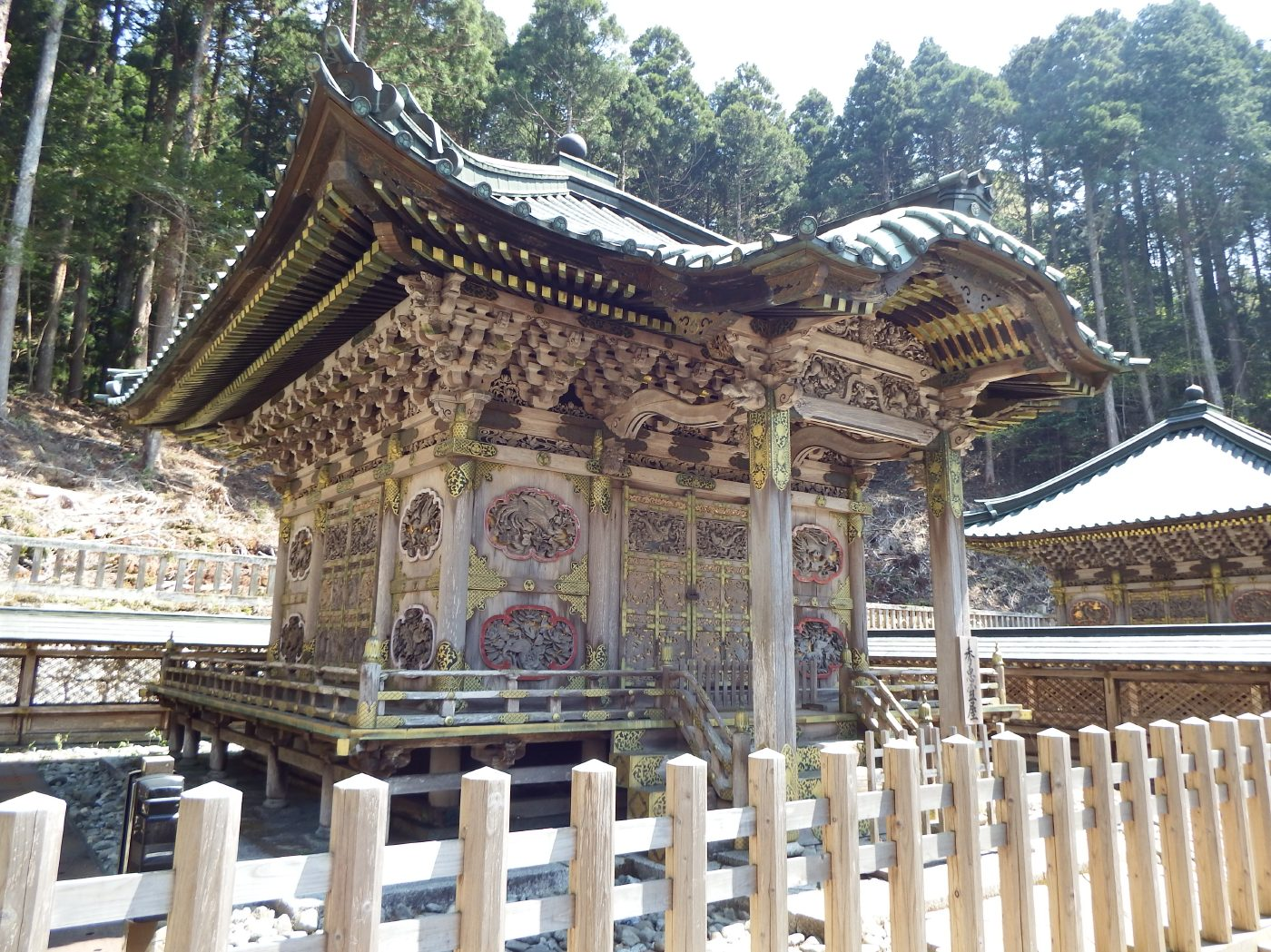
徳川家霊台　秀忠

高野山塔頭・蓮花院は松平家時代より徳川家の菩提所・宿坊であった。文禄3年（1594年）の家康参詣を機に大徳院と改称、聖方の本寺となる。
3代家光により初代家康と2代秀忠の霊廟は大徳院にも建築された（徳川家霊台、南院の裏手にあるが、現在は金剛峰寺の所有）。国の重要文化財および世界遺産に指定されている。
- 安国院殿霊廟（家康）
- 台徳院殿霊廟（秀忠）

明治期に大徳院は他の塔頭寺院と合併して金剛峯寺門前に移り、旧名の蓮花院に復したが、現在も徳川家歴代や大奥関係の位牌が祀られている。ちなみに奥の院には松平秀康および同母の霊屋（蓮花院の所有）があり、そちらも国の重要文化財および世界遺産に指定されている。

## 現存しない霊廟建築画像

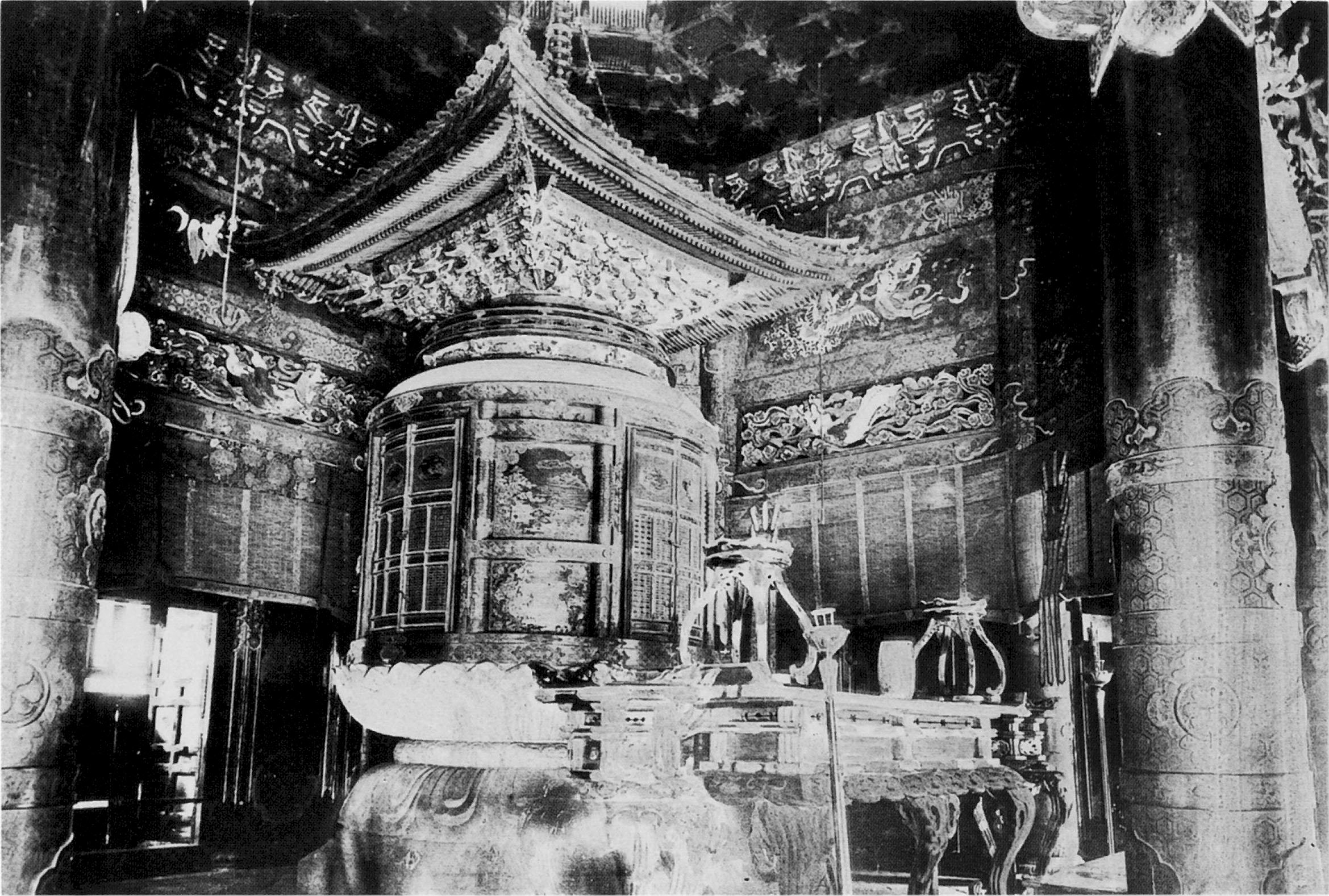
台徳院（徳川秀忠）霊廟奥院宝塔
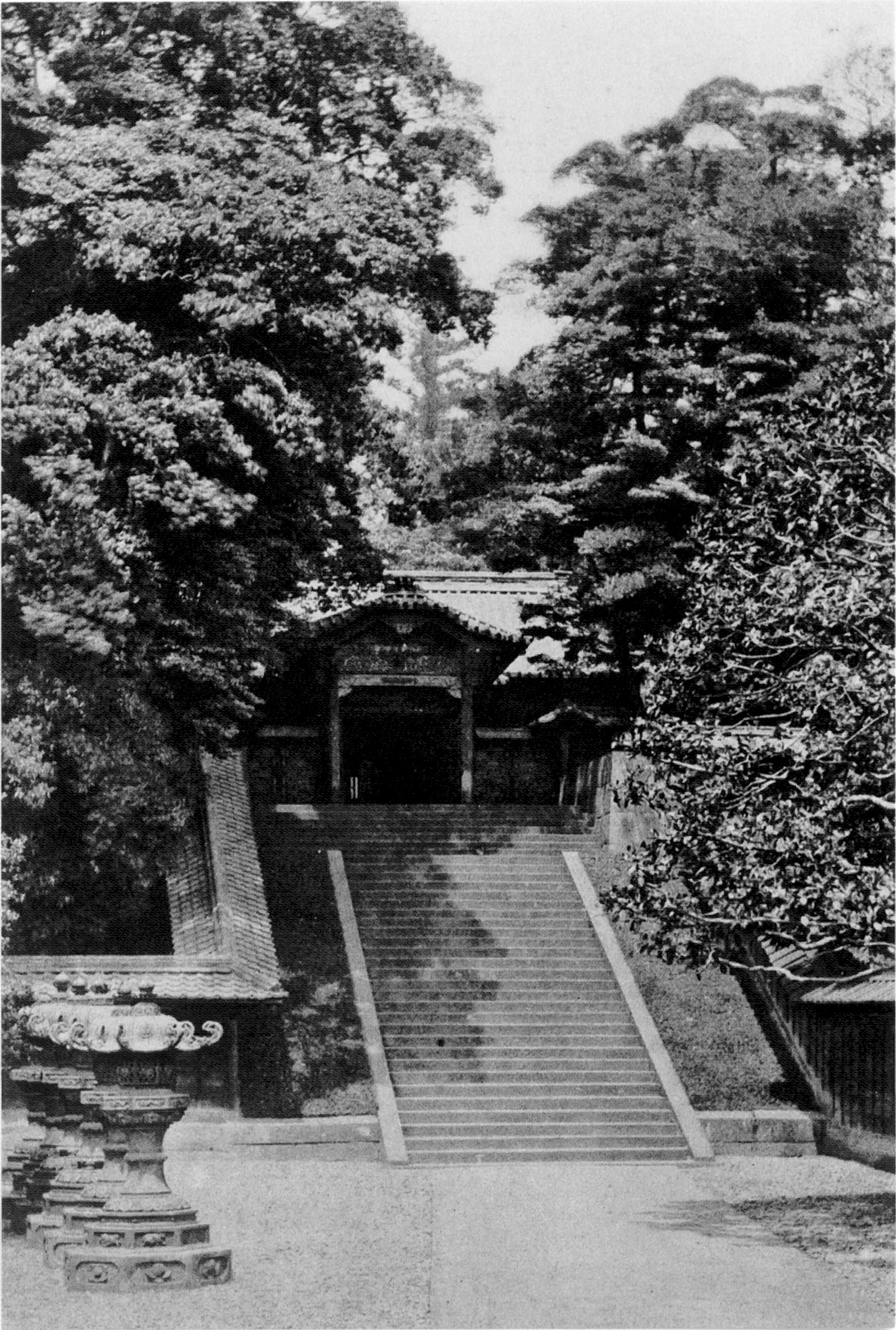
文昭院（徳川家宣）霊廟奥院唐門
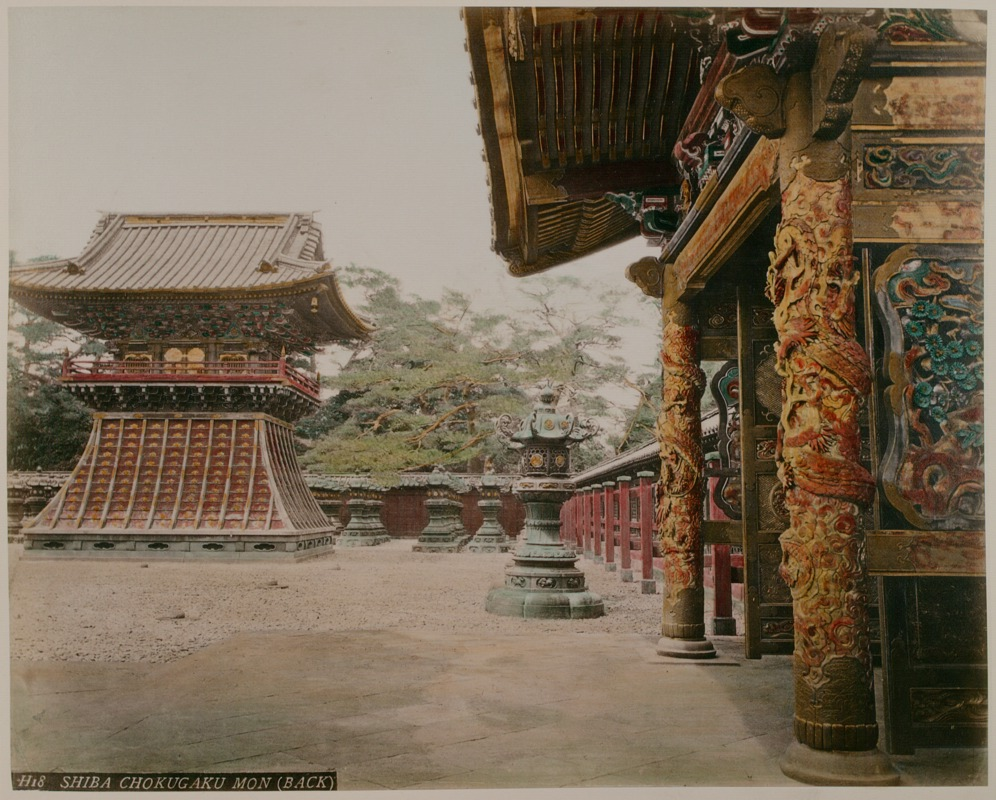
有章院（徳川家継）霊廟鐘楼・勅額門
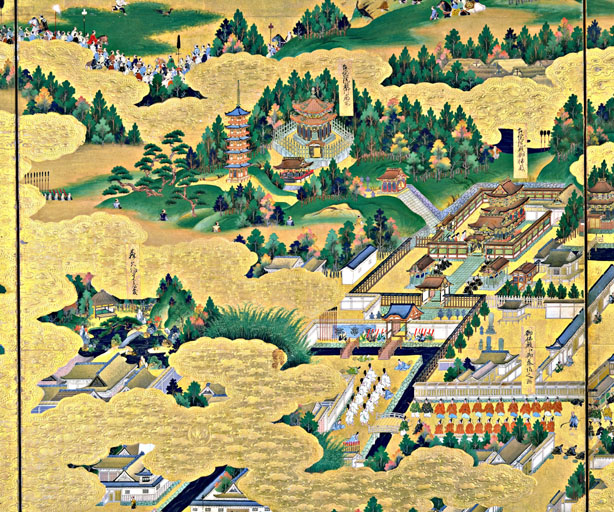
台徳院霊廟（『江戸図屏風』、一部の建築物は焼失を免れている）